# Ormurin langi
Ormurin Langi est une chanson populaire des Îles Féroé, écrite vers 1830 par Jens Christian Djurhuus.
Elle a 86 vers, elle est écrite en féroïen et parle sur le tyrannique roi Olaf Tryggvason.